# Gare d'Appleby
Gare d'Appleby est une gare ferroviaire sur la Ligne Lakeshore West du réseau de trains de banlieue de GO Transit, située à Burlington en Ontario. En plus des trains de banlieue, des autobus locaux de Burlington Transit et d'Oakville Transit desservent la gare pour correspondances.

## Situation ferroviaire
La gare est située à la borne 27,9 milles (44,9 km) de la subdivision Oakville du Canadien National, entre les gares de Bronte et de Burlington. À l'est de la gare, la ligne traverse le ruisseau Bronte avant de s'approcher à la gare de Bronte.

## Histoire
Le chemin de fer reliant Niagara Falls et Windsor a été construit en 1854 par le Great Western Railway. Le Great Western a été acquis par le Grand Tronc, qui a ensuite été fusionné par le Canadien National en 1920.
Alors que la population de la métropole ontarienne explosait après la Seconde Guerre mondiale, le gouvernement ontarien a créé GO Transit, l'agence provinciale responsable de transport en commun dans la grande région de Toronto en novembre 1967. GO Transit exploitait le service de la ligne Lakeshore entre Oakville et Pickering tous les jours, avec un service limité vers Hamilton aux heures de pointe.
Bien que service continuait de bonifier entre Oakville et Pickering, la question du prolongement du service plus à l'ouest était entravée par le Canadien National et le Canadien Pacifique, qui continuait d'exploiter le transport de marchandises sur leurs lignes. Le coût du prolongement s'est avéré si dissuasif qu'à la fin des années 1970, le gouvernement provincial a envisagé de contourner complètement les voies et de construire sa propre ligne automatisée à grande vitesse. Le projet GO ALRT proposait la construction d'un train léger sur rail entre Oakville et Hamilton, et entre Pickering et Oshawa. Ces petits trains fonctionneraient aussi fréquemment que toutes les 5 minutes pour transporter les passagers vers les trains de banlieue à toutes les 20 minutes aux heures de pointe. Cette mesure était temporaire, car le premier ministre ontarien Bill Davis envisageait un plus grand réseau qui s'étend à travers la métropole et remplace la ligne Lakeshore, en construisant une deuxième ligne vers l'aéroport Pearson et à travers le nord de Toronto.
Toutefois, le projet pour l'ouest n'a jamais été aussi avancé que pour l'est, et aucune voie réservée n'était disponible lorsque GO a décidé que l'équipement conventionnel serait meilleur pour le prolongement vers l'ouest que la technologie ICTS (Le système de rails de moyenne capacité dévéloppé par Bombardier) expérimentée par le gouvernement ontarien dans les années 80. Par la suite, la gare d'Appleby a été mise en service le 19 septembre 1988 sur la ligne existante.
Malgré ces contraintes, le service de la ligne Lakeshore West a été bonifié entre Oakville et Burlington le 23 mai 1992, et les trains ont desservi ces gares toute la journée et tous les jours. L'année suivante, la bonification du service hors pointe est annulée à cause de compressions budgétaires, et tous les trains hors pointe ont terminé leurs trajets à Oakville.
Sans se laisser décourager par ce revers, GO a continué de se préparer à améliorer le service vers Hamilton. Le service hors-pointe vers Burlington est rétabli toute la journée et tous les jours, et un quatrième train de pointe vers Hamilton a été ajouté le 1 mai 2000. Le service hors-pointe a été prolongé vers la gare d'Aldershot en septembre 2007, et le service du week-end a suivi le mois prochain, offrant la correspondance avec les trains de VIA Rail.
Le gouvernement provincial et Metrolinx ont travaillé sans cesse pour augmenter les fréquences sur la ligne. Étant donné qu'une capacité suffisante avait été établie, le service du train est passé de toutes les heures à toutes les demi-heures pendant la majeure partie de la semaine. À partir du 7 août 2021, les trains vers West Harbour à Hamilton desservent la gare toutes les heures, 7 jours sur 7. En plus, un service supplémentaire est offert à partir d'Aldershot, offrant un service toutes les demi-heures entre Aldershot et Toronto.

## Service des voyageurs

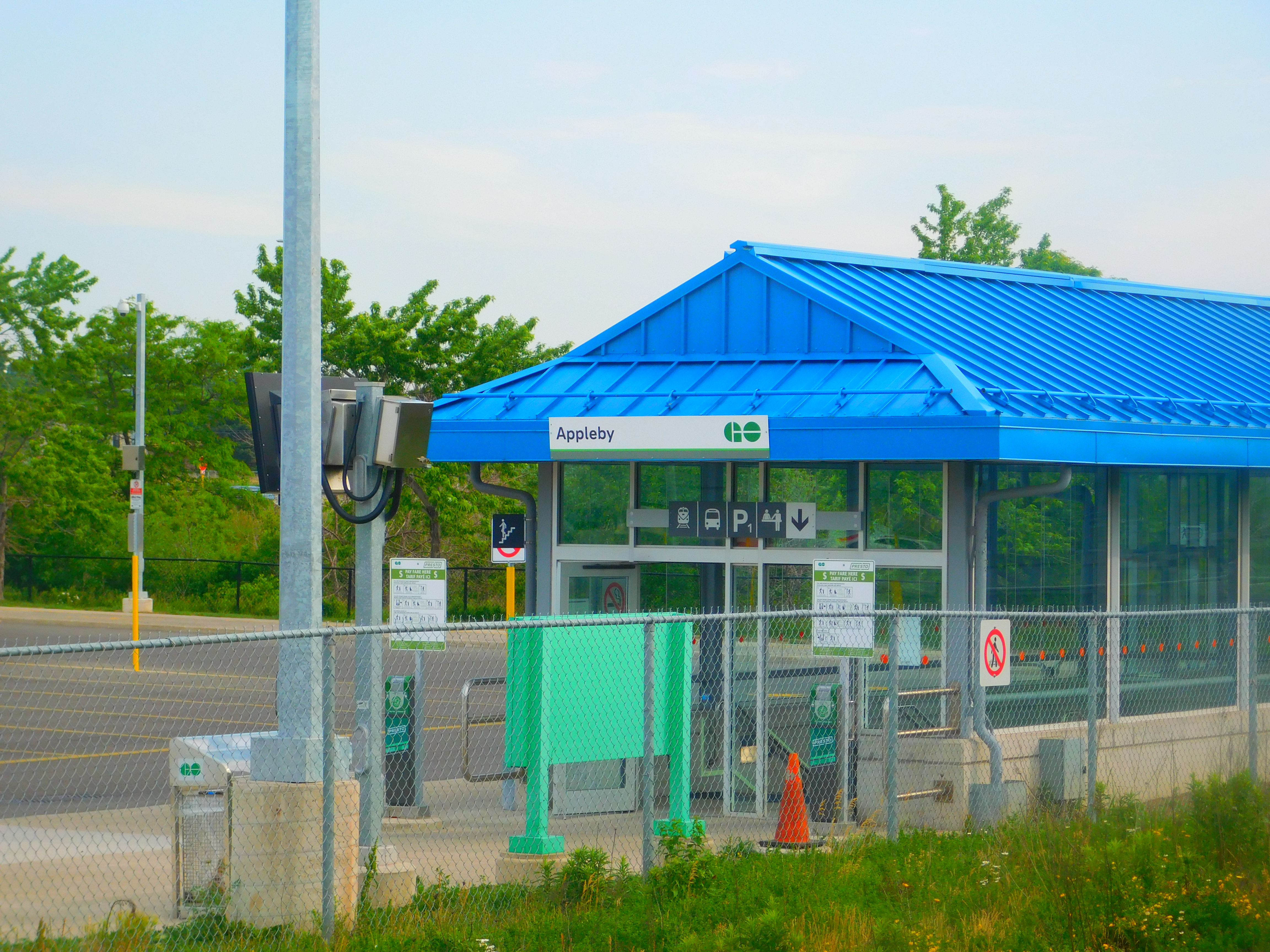
L'accès aux quais devant le stationnement incitatif

### Accueil
La billetterie de GO Transit est ouverte en semaine de 6 h à 20 h 45, les fins de semaine et jours fériés de 6 h 30 à 20 h 45. L'ambassadeur de la gare GO peut aider les clients à configurer un type de tarif ou à définir un trajet par défaut sur la carte Presto. Les clients disposent également d'options en libre-service, notamment l'achat d'un billet papier dans un distributeur automatique de billets, le chargement d'une carte Presto dans un distributeur automatique de billets compatible avec Presto, l'achat d'un billet électronique avec leur smartphone et le paiement au valideur avec une carte de crédit sans contact ou une carte Presto.
La gare est équipée d'une salle d'attente, des abris de quai chauffés, de Wi-Fi, d'un dépanneur, des toilettes publiques, et des téléphones payants. Ainsi, 2 422 places de stationnement sont disponibles aux deux stationnements incitatifs au nord et au sud de la gare, avec un débarcadère. La gare est accessible aux fauteuils roulants.

### Desserte
La gare dessert les trains de la ligne Lakeshore West toutes les 15 minutes aux heures de pointe, et toutes les 30 à 60 minutes aux heures creuses. Durant les périodes de pointe, les trains en direction ouest terminent leurs trajets aux gares d'Aldershot, d'Hamilton, de West Harbour, et de Niagara Falls. Hors pointe, tous les trains en direction ouest terminent leurs trajets aux gares d'Aldershot et de West Harbour, avec des correspondances vers Hamilton, Brantford et Niagara Falls. Tous les trains en direction est terminent à la gare Union de Toronto, la plupart d'eux continuant vers la gare d'Oshawa de la ligne Lakeshore East.
Les trains du Corridor de VIA Rail vers Toronto, London et Windsor empruntent la même voie mais ne s'arrêtent pas à la gare.

### Intermodalité

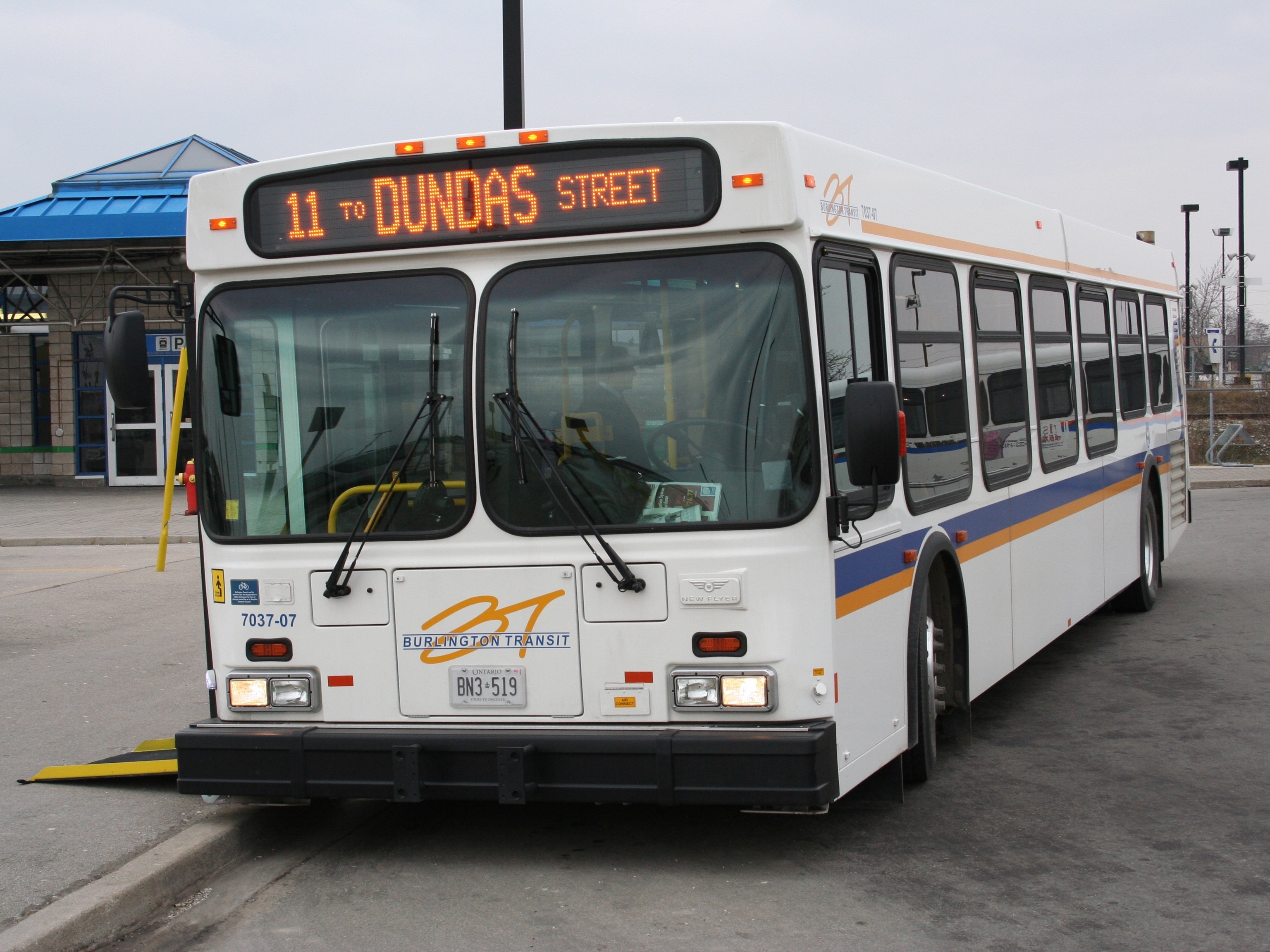
La route 11 de Burlington Transit à la boucle d'autobus

La gare est desservie par des autobus locaux de Burlington Transit et d'Oakville Transit suivants, :

#### Burlington Transit
- 1 Plains - Fairview (tous les jours)
- 4 Central (tous les jours)
- 10 New - Maple (tous les jours)
- 11 Sutton - Alton (tous les jours)
- 25 Walkers (tous les jours)
- 80 Harvester (lundi au vendredi)
- 81 North Service (service de pointe)

#### Oakville Transit
- 14 / 14A Lakeshore West (tous les jours)